# Promenade Aristides-de-Sousa-Mendes
La promenade Aristides-de-Sousa-Mendes est une voie située dans les 8e et 17e arrondissements de Paris, en France, nommée en l'honneur du Portugais Aristides-de-Sousa-Mendes qui sauva des milliers de vies.

## Situation et accès

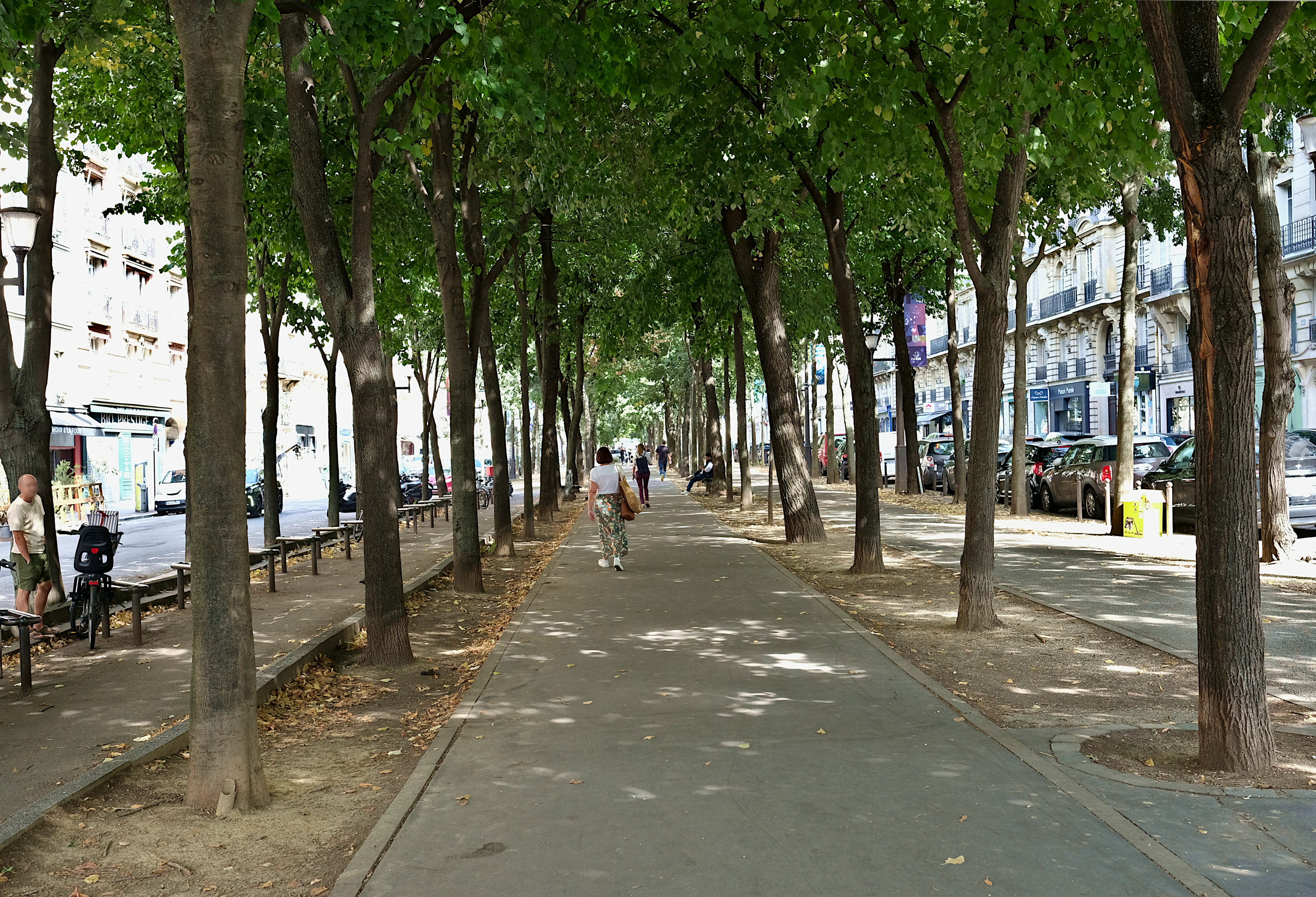
La promenade Aristides de Sousa Mendes vue de la place Prosper-Goubaux.

La promenade est un terre-plein central du boulevard des Batignolles, commence rue Andrieux et finit place Prosper-Goubaux.
Le quartier est principalement desservi par les lignes 2 et 3 à la station Villiers.

## Origine du nom
La voie porte le nom du diplomate portugais Aristides de Sousa Mendes (1885-1954) qui, en 1940, a refusé de suivre les ordres du gouvernement portugais de Salazar et délivre sans distinction plusieurs milliers de visas aux personnes menacées souhaitant fuir la France, la Belgique ou le Luxembourg. Certains chiffres annoncent jusqu'à 30 000 personnes sauvées par ce consul.
Elle est située à proximité du siège du Consulat général du Portugal à Paris qui se trouve au 6 rue Georges-Berger.

## Historique
La promenade a été dénommée par décision à l'unanimité du Conseil de Paris en novembre 2021.
Une Aristides-de-Sousa-Mendes-Promenade existe aussi à Vienne, en Autriche.

## Bâtiments remarquables et lieux de mémoire
- Le parc Monceau
- Le Consulat général du Portugal à Paris